# Sportinė Aviacija LAK-12
Die LAK-12 „Lietuva“ ist ein sowjetisch/litauisches einsitziges Segelflugzeug für die Offene Klasse, das von LAK (Lietuviškos Aviacinės Konstrukcijos) und später von Sportinė aviacija und Sport Aviation USSR gebaut wurde.

## Konstruktion
Die LAK-12 wurde Anfang der 1980er für die Offene Klasse entworfen.
Für die Zelle wurden GFK und CFK verwendet. Für die Tragflächen mit Schaumkern und 20,42 Metern Spannweite wurde im Bereich der Wurzel ein Wortmann FX67-K-170-Profil verwendet, das zur Flügelspitze hin in ein FX67-K-150-Profil übergeht. Die Tragflächen haben doppelstöckige Luftbremsen und Wölbklappen, die in die Positionen −7°, −4°, 0°, +5°, +11° und +15° gerastet werden können. Der Flügel ist nicht geteilt wie bei der ASW 17 oder dem Nimbus. Die Flügeltanks können maximal 190 l Wasserballast aufnehmen, das Ablassventil befindet sich mittig im Rumpf. Das Flugzeug verfügt über ein gedämpftes Einziehfahrwerk und einen Schleifsporn. Die Haube ist einteilig ausgelegt und öffnet nach vorne.
1985 modifizierten drei Mitglieder der sowjetischen Segelflugnationalmannschaft Antanas Rukas, Algemantas Ionusas und Alexander Silwanowitsch das Flugzeug für doppelsitzige Rekordflüge auf dem europäischen Kontinent. Das Cockpit wurde verlängert, mit einer seitlich klappenden Haube versehen und ein neues Fahrwerk entworfen. Im April 1986 folgte der Erstflug der LAK-12DR „Lietuva-2R“.

## Nutzung
Im August 2011 wurden im US-amerikanischen Luftfahrzeugverzeichnis 24 LAK-12 geführt, alle in der Kategorie Experimental – Racing/Exhibition. Ein Flugzeug wurde in der Limited Class von Transport Canada geführt.
Mit der doppelsitzigen Spezialversion LAK-12DR wurde am 16. Mai 1986 mit einer Durchschnittsgeschwindigkeit von 96 km/h auf einem 500-km-Dreieck ein Frauen-Weltrekord aufgestellt, einen weiteren stellten eine Woche später die DOSAAF-Fluglehrerinnen Tamara Swiridowa und Walentina Toporowa mit einer Zielrückkehrstrecke von 652 km Länge auf.

## Technische Daten
| Kenngröße              | LAK-12 „Lietuva“     | LAK-12DR „Lietuva-2R“  |
| ---------------------- | -------------------- | ---------------------- |
| Besatzung              | 1                    | 2                      |
| Länge                  |                      | 7,73 m                 |
| Spannweite             | 20,42 m              | 20,40 m                |
| Flügelfläche           | 14,63 m²             | 14,60 m²               |
| Flügelstreckung        | 28,5                 | 28,5                   |
| Profil Wurzel          | Wortmann FX67-K-170  | Wortmann FX71-L-150    |
| Profil Flächenende     | Wortmann FX67-K-150  | Wortmann FX71-L-150/30 |
| max. Wasserballast     | 190 l                |                        |
| Leermasse              | ca. 360 kg           |                        |
| max. Startmasse        | 650 kg               | 660 kg                 |
| Flächenbelastung       |                      | 38–45 kg/m²            |
| Gleitzahl              | 47 bei 95 km/h       | 48 bei 115 km/h        |
| Geringstes Sinken      | 0,48 m/s bei 75 km/h | 0,50 bei 80 km/h       |
| Mindestgeschwindigkeit |                      | 70 km/h                |
| Höchstgeschwindigkeit  |                      | 250 km/h               |